# Бухалов, Николай
Никола́й Петко́в Бу́халов (20 марта 1967, Карлово) — болгарский гребец-каноист, выступал за сборную Болгарии в середине 1980-х — конце 2000-х годов. Двукратный олимпийский чемпион, пять раз чемпион мира, чемпион Европы, многократный победитель и призёр первенств национального значения.

## Биография
Николай Бухалов родился 20 марта 1967 года в селе Дыбене, пригороде Карлово Пловдивской области. Активно заниматься греблей начал в раннем детстве, проходил подготовку в пловдивском спортивном клубе «Тракия» под руководством тренера Георгия Учкунова.
Первого серьёзного успеха на взрослом международном уровне добился в 1986 году, когда попал в основной состав болгарской национальной сборной и побывал на чемпионате мира в Монреале, откуда привёз награду бронзового достоинства, выигранную в гонке одиночных каноэ на дистанции 500 метров. Благодаря череде удачных выступлений удостоился права защищать честь страны на летних Олимпийских играх 1988 года в Сеуле, где завоевал бронзу в одиночной километровой дисциплине, пропустив вперёд только советского гребца Ивана Клементьева и немца Йёрга Шмидта.
В 1989 году на домашнем чемпионате мира в Пловдиве Бухалов выиграл ещё одну бронзу, на сей раз в составе четырёхместного экипажа на дистанции 1000 метров. Год спустя на мировом первенстве в польской Познани добыл сразу три бронзовые медали в трёх разных дисциплинах: в одиночках на пятистах метрах, а также в четвёрках на пятистах и тысяче метров. Ещё через год на аналогичных соревнованиях в Париже вновь трижды поднимался на пьедестал почёта, в том числе в одиночках стал серебряным призёром на километровой и полукилометровой дистанциях, в то время как в четырёхместных каноэ получил бронзу в гонке на тысячу метров. Будучи одним из лидеров болгарской сборной, успешно прошёл квалификацию на Олимпийские игры 1992 года в Барселоне, где сенсационно одержал победу в обеих своих дисциплинах, в программе одиночек на 500 и 1000 метров, став таким образом двукратным олимпийским чемпионом.
На чемпионате мира 1993 года в Копенгагене Бухалов доказал, что его победы на Олимпиаде не были случайностью — стал чемпионом мира в одиночках на дистанции 500 метров. В следующем сезоне на мировом первенстве в Мехико добавил в послужной список золотые медали, выигранные на одноместном каноэ на двухстах и пятистах метрах и, кроме того, взял серебро на тысяче, проиграв лишь Клементьеву, который на этом турнире представлял Латвию. Затем на мировом чемпионате в немецком Дуйсбурге пополнил медальную коллекцию ещё двумя золотыми наградами, взятыми в одиночках на 200 и 500 метрах, в результате чего стал пятикратным чемпионом мира. Позже выступил на Олимпийских играх 1996 года в Атланте, тем не менее, повторить предыдущий успех здесь не смог, на полукилометровой дистанции был дисквалифицирован, тогда как на километровой в финальном заезде финишировал последним девятым.
Несмотря на неудачу с Олимпиадой, остался в основном составе болгарской национальной сборной и продолжил принимать участие в крупнейших международных регатах. Так, в 1997 году на домашнем европейском первенстве в Пловдиве он завоевал титул чемпиона Европы в программе одноместных каноэ на дистанции 500 метров и выиграл серебряную медаль на 1000 метрах. В 2000 году побывал на чемпионате Европы в Познани, но на сей раз на пятистах метрах вынужден был довольствоваться только бронзой — проиграл россиянину Максиму Опалеву и немцу Андреасу Диттмеру. Также выступил на Олимпийских играх в Сиднее, в полукилометровой дисциплине финишировал в финале девятым, в километровой сумел дойти только до стадии полуфиналов. Вскоре после этих соревнований Николай Бухалов принял решение завершить карьеру профессионального спортсмена, уступив место в сборной молодым болгарским гребцам.
Завершив спортивную карьеру, перешёл на тренерскую работу, долгое время был помощником тренера национальной сборной Болгарии по гребле на байдарках и каноэ, а начиная с 2007 года занимает должность старшего тренера.
Женат, есть две дочери и сын. Почётный гражданин города Пловдива, лучший спортсмен года в Болгарии (1992). Его дальний родственник Спас Бухалов является довольно известным прыгуном с шестом, чемпион Болгарии и Балканских игр.